# Каргопол
Каргопол (на руски: Каргополь) е град в Русия, административен център на Каргополски район, Архангелска област. Населението на града към 1 януари 2018 година е 10 062 души.